# Diritti umani in Nepal
Storicamente in Nepal le libertà civili sono state limitate, ma il governo non è mai stato considerato come uno delle peggiori nazioni violatrici dei diritti umani in genere; purtuttavia tali violazioni sono notevolmente aumentate a partire da quando si è verificata una vera e propria escalation nel conflitto civile della metà degli anni 2000 e che ha coinvolto l'intero paese. 
Le forze d sicurezza, anche prima della cosiddetta "guerra civile del Nepal" (contrapponente forze filo-monarchiche alla guerriglia di stampo maoista tra il 1996-2007 a fasi alterne) sono state accusate d'un numero consistente di violazioni dei diritti umani.
Secondo le Nazioni Unite il Nepal è leader mondiale nei sequestri e detenzioni arbitrarie da parte delle forze speciali di sicurezza, soprattutto a seguito del conflitto civile sempre più acceso negli anni 2001-2007; il conflitto tra il Partito Comunista Unificato del Nepal (maoista) e le forze governative ha portato a numerose accuse di violazioni dei diritti umani da entrambe le parti, con la maggior parte delle vittime tra i civili disarmati non combattenti: i maoisti nepalesi sono stati accusati di torture illegali, uccisioni gratuite e migliaia di rapimenti a scopo estorsivo o per motivi di lotta politica.
D'altro canto anche le forze governative sono state accusate di sparizioni illegali, uccisioni ed arresti arbitrari, torture, oltre che di ostacolare le relative indagini giudiziarie compiute dalle organizzazioni a favore dei diritti dell'uomo, il tutto con l'impunità concessa loro dal sistema di potere. 
Tuttavia un terzo circa delle persone rapite (e/o scomparse) dalle forze di sicurezza sono state rilasciate dopo mesi di detenzione segreta, fino a che nel luglio 2004 il governo centrale ha creato una commissione per l'individuazione dei cittadini svaniti nel nulla.
Al di fuori delle problematiche riguardanti il conflitto le libertà civili sono abbastanza tenui con frequenti casi di violazioni: vi sono discriminazioni basate sulla casta di nascita, sul genere sessuale e sull'etnia di appartenenza; con una presenza pervasiva pure di violenza domestica, lavoro forzato e sfruttamento della prostituzione anche minorile. 
Diverse organizzazioni sono nate per cercar di rispondere positivamente alle esigenze delle persone che vengono a subire e soffrire di tali discriminazioni.
Eppure, nonostante tutto, le libertà civili fondamentali, prima fra tutte la libertà di parola e libertà di espressione, libertà di stampa e riunione in assemblee sono state gravemente ridotte per volere del re Gyanendra del Nepal a seguito della sospensione della carta costituzionale del paese nel febbraio 2005. 
Il governo è stato anche criticato per aver ratificato tutti i trattati e le convenzioni riguardanti i diritti umani, ma di non averli in seguito incorporati bel sistema giudiziario nazionale tramite leggi adeguate.
Non esistono difatti ancora leggi specifiche né contro la violenza domestica né tanto meno contro la tortura da parte delle forze di polizia, accusate d'eccessiva corruzione ed utilizzo di metodi poco ortodossi nella repressione del dissenso politico. 
A causa della scarsa ampiezza nei mezzi di comunicazione, appena si esce un po' dal territorio sotto la diretta competenza della capitale Katmandu, la polizia ha spesso un'enorme autonomia e discrezionalità nella gestione delle questioni di ordine pubblico e spesso lo fanno in modi non coerenti con la legge.